# میزان کشندگی موردی
در همه‌گیرشناسی، میزان کشندگی موردی (سی‌اف‌آر) - که گاهی خطر کشندگی موردی یا نسبت کشندگی موردی نیز نامیده می‌شود - نسبت مرگ و میر ناشی از یک بیماری خاص در مقایسه با تعداد کل افراد مبتلا با آن بیماری برای یک دوره خاص است. سی‌اف‌آر به‌طور متعارف به عنوان یک درصد بیان می‌شود و اندازه‌گیری شدت بیماری را نشان می‌دهد. سی‌اف‌آر اغلب برای بیماری‌هایی با دوره‌های گسسته و با مدت زمان محدود مانند شیوع عفونت‌های حاد استفاده می‌شود. سی‌اف‌آر تنها در صورتی که تمامی موارد برطرف شود (فوت یا بهبودی) را می‌توان نهایی دانست. سی‌اف‌آر مقدماتی، به عنوان مثال، در طی شیوع با افزایش روزانه بالا و زمان تفکیک طولانی، به‌طور قابل ملاحظه‌ای کمتر از سی‌اف‌آر نهایی است.

## واژه‌شناسی
میزان مرگ‌ومیر - که اغلب با سی‌اف‌آر اشتباه گرفته می‌شود - اندازه‌گیری تعداد نسبی مرگ‌ومیرها (به‌طور کلی، یا یک علت خاص) در کل جمعیت در واحد زمان است. در مقابل، سی‌اف‌آر تنها تعداد موارد فوت‌شده در میان موارد تشخیص داده شده‌است.

## مثال‌ها
شش تا نمونه سی‌اف‌آرهای احتمالی را برای بیماری‌ها در دنیای واقعی نشان می‌دهد:
- سی‌اف‌آر برای آنفلوانزای اسپانیایی (۱۹۱۸)> ۲٫۵٪، حدود ۰٫۱٪ برای آسیایی (۱۹۵۶–۵۸) و هنگ کنگ (۱۹۶۸–۶۹)،[۴] و <۰٫۱٪ برای سایر موارد همه‌گیری آنفلوانزا بود.[۵]
- بیماری لژیونرها سی‌اف‌آر حدود ۱۵٪ دارد.
- سی‌اف‌آر در مورد تب زرد، حتی با درمان خوب، از ۲۰ تا ۵۰٪ متغیر است.
- طاعون خیارکی، بدون درمان، سی‌اف‌آر تا ۶۰٪ خواهد داشت.
- ویروس زئیر ابولا در میان ویروس‌های کشنده با سی‌اف‌آر تا ۹۰٪ است.[۶]
- ناگلریاسیس (همچنین به عنوان آمیبی تورم مغز و پرده‌های آن شناخته می‌شود)، ناشی از تک سلولی نگلیریا فاولری، تقریباً همیشه منجر به مرگ می‌شود، با میزان کشندگی موردی بیشتر از ۹۵٪.
- ویروس هاری، اگر یک فرد واکسینه نشده را که به دنبال درمان نیست، آلوده کند، بسیار کشنده است، سی‌اف‌آر تقریباً ۱۰۰٪ است.

- فهرست میزان مرگ‌ومیر در مورد بیماری انسانی
- نرخ کشندگی
- شاخص شدت همه‌گیری